# (5064) Tanchozuru
(5064) Tanchozuru est un astéroïde de la ceinture principale.

## Description
(5064) Tanchozuru est un astéroïde de la ceinture principale. Il fut découvert le 16 mars 1990 à Kushiro par Masanori Matsuyama et Kazuro Watanabe. Il présente une orbite caractérisée par un demi-grand axe de 2,25 UA, une excentricité de 0,19 et une inclinaison de 6,6° par rapport à l'écliptique.

## Compléments